# Países Baixos nos Jogos Olímpicos de Verão de 1968
Os Países Baixos competiram nos Jogos Olímpicos de Verão de 1968, realizados em Cidade do México, México.